# 이브의 파괴
《이브의 파괴》(영어: Eve of Destruction)는 미국에서 제작된 덩컨 기빈스 감독의 1991년 SF 액션 스릴러 영화이다. 그레고리 하인스 등이 출연하였고, 데이비드 매든 등이 제작에 참여하였다.

## 줄거리
이브 8호는 제작자인 이브 시먼스 박사와 똑같이 생기고 소리도 똑같이 나는 군용 안드로이드이다. 은행 강도 사건 중 로봇이 손상되자, 제작자가 프로그램한 기억에 접근한다. 하지만 사용된 기억은 어둡고 비극적인 것들이다.
로봇은 또한 누군가 임무를 막으려 하면 살인 기계로 프로그램되어 있다. 짐 맥퀘이드 대령은 이 막을 수 없는 기계를 제거하는 임무를 맡는다. 그는 시먼스 박사의 도움을 받아 지능적이고 감정적인 로봇 도플갱어를 앞지르려고 노력한다.

## 출연진
- 그레고리 하인스
- 레네이 사우텐데이크
- 커트 풀러
- 마이클 그린
- 존 M. 잭슨
- 케빈 매카시
- 그레그 콜린스

## 기타 제작진
- 공동 총괄 제작: 그레이엄 헨더슨
- 배역: 마시 리로프
- 미술: 피터 러몬트
- 의상: 데버라 린 스콧